# Ida Fauziyah
Ida Fauziyah, née le 17 juillet 1969 est une politicienne indonésienne. Depuis le 23 octobre 2019, elle est ministre du travail dans le 41 cabinet d'indonésie.
Elle est affiliée avec le Parti du réveil national.